# Catalina Infante
Catalina Infante Beovic (Buenos Aires, 1984) es una escritora, editora y periodista chilena. 

## Biografía
Nacida en Buenos Aires, Infante Beovic es hija de una librera y un editor chilenos, ambos exiliados en Argentina durante la dictadura militar de Augusto Pinochet.Criada en Santiago, se licenció en literatura por la Universidad Andrés Bello y obtuvo un master en periodismo escrito por la Pontificia Universidad Católica de Chile.
Entre 2012 y 2017 escribió tres libros de relatos sobre pueblos originarios chilenos junto a la antropóloga y Premio Nacional de Ciencias Sociales, Sonia Montecino. Dos de ellos fueron nominados al Premio Altazor de las Artes Nacionales: Hazañas y grandezas de los animales chilenos en 2013 y La tierra del cielo en 2014.
En 2014 publicó la nouvelle La otra ciudad, cuyos primeros cien ejemplares fueron impresos, encuadernados e ilustrados a mano. En 2015 publicó el libro álbum Dichos Redichos por Quilombo Ediciones, y en 2016 el libro objeto Postal Nocturna, un relato compuesto por un conjunto de postales ilustradas.
En 2016 fue elegida por la revista Sábado de El Mercurio como una de las 100 jóvenes líderes del año en Chile.
En 2017 fue columnista de Revista Paula y ese mismo año recibió el Premio MAG a la mejor columna femenina por Darle paz al cuerpo.En 2018 publicó su primer libro de cuentos Todas somos una misma sombra por Neón Ediciones. Dos años más tarde, el cuento Helechos fue traducido al inglés y nominado a los Pushcart Prize en Estados Unidos.En 2023, Helechos fue adaptado al cine como un cortometraje dirigido por Paz Ramírez y estrenado en el Festival de Cine de Tribeca.
Ese mismo año publicó su primera novela La grieta, por Emecé.

## Publicaciones
- La otra ciudad (2014, Imbunche Ediciones)
- Dichos Redichos (2015)
- Postal Nocturna (2016)
- Todas somos una misma sombra (2018)
- Helechos (2020)
- La grieta (2023)